# Doudeauville-en-Vexin
Doudeauville-en-Vexin település Franciaországban, Eure megyében. Lakosainak száma 265 fő (2022. január 1.). Doudeauville-en-Vexin Étrépagny, Longchamps, Nojeon-en-Vexin és Le Thil községekkel határos.

## Népesség
A település népességének változása:
| Lakosok száma | 235  | 192  | 216  | 283  | 306  | 303  | 302  | 284  | 275  | 265  |
|               | 1968 | 1982 | 1990 | 2006 | 2013 | 2015 | 2017 | 2019 | 2020 | 2022 |